# 12611 Ingres
12611 Ingres è un asteroide della fascia principale. Scoperto nel 1960, presenta un'orbita caratterizzata da un semiasse maggiore pari a 3,1127315 UA e da un'eccentricità di 0,2226152, inclinata di 2,45164° rispetto all'eclittica.